# Silberiodat
Silberiodat ist eine anorganische chemische Verbindung des Silbers aus der Gruppe der Iodate.

## Gewinnung und Darstellung
Silberiodat kann durch Reaktion einer Silbernitrat-Lösung mit Kaliumiodat gewonnen werden. Es kann auch durch Reaktion von Kaliumiodat mit einer Silbersulfat- oder Silberdithionatlösung gewonnen werden.
{\displaystyle \mathrm {Ag_{2}SO_{4}+2\ KIO_{3}\longrightarrow 2\ AgIO_{3}+K_{2}SO_{4}} }
{\displaystyle \mathrm {Ag_{2}S_{2}O_{6}+2\ KIO_{3}\longrightarrow 2\ AgIO_{3}+K_{2}S_{2}O_{6}} }

## Eigenschaften
Silberiodat ist ein weißer lichtempfindlicher Feststoff, der praktisch unlöslich in Wasser aber löslich in Ammoniakwasser ist. Bei Erhitzung zersetzt er sich zu Silberiodid und Sauerstoff. Er besitzt eine orthorhombische Kristallstruktur mit der Raumgruppe Pbc21 (Raumgruppen-Nr. 29, Stellung 2).